# Sinthusa sophonisbe
Sinthusa sophonisbe är en fjärilsart som beskrevs av Hans Fruhstorfer 1912. Sinthusa sophonisbe ingår i släktet Sinthusa och familjen juvelvingar. Inga underarter finns listade i Catalogue of Life.